# Khối lượng mở
Khối lượng mở (Open interest viết tắt là OI) còn được gọi là hợp đồng mở hoặc cam kết mở là tổng số hợp đồng phái sinh chưa thanh toán (Outstanding derivative contract) trong tình trạng chưa được thanh toán trên thực tế (bù đắp bằng giao dịch). Đối với mỗi người mua các hợp đồng tương lai phải có một người bán. Kể từ thời điểm người mua hoặc người bán mở hợp đồng cho đến khi bên đối tác đóng hợp đồng, hợp đồng đó được coi là mở. Theo quy định của pháp luật Việt Nam thì Khối lượng mở của một chứng khoán phái sinh tại một thời điểm (gọi là khối lượng mở) là khối lượng chứng khoán phái sinh đang còn lưu hành tại thời điểm đó, chưa được thanh lý hoặc chưa được tất toán. Khối lượng mở là một trong những chỉ số trong phương án phát hành chứng quyền có bảo đảm (CW)

## Đại cương
Khối lượng mở cũng là chỉ số cung cấp thông tin quan trọng liên quan đến tính thanh khoản của một hợp đồng quyền chọn. Nếu không có khối lượng mở cho một hợp đồng quyền chọn, thì không có thị trường thứ cấp cho quyền chọn đó. Khi quyền chọn có khối lượng mở lớn, chúng có số lượng lớn người mua và người bán. Một thị trường thứ cấp đang hoạt động sẽ làm tăng khả năng nhận được các lệnh đặt quyền chọn được thực hiện với giá tốt. Tất cả những thứ khác đều bình đẳng, khối lượng mở càng lớn thì càng dễ dàng giao dịch quyền chọn đó với mức chênh lệch hợp lý giữa giá mua và giá bán. Những người ủng hộ phân tích kỹ thuật cho rằng sự gia tăng hợp đồng mở cùng với việc tăng giá để xác nhận xu hướng tăng. Tương tự, sự gia tăng hợp đồng mở cùng với việc giảm giá xác nhận xu hướng thị trường giảm. Việc tăng hoặc giảm giá trong khi hợp đồng mở vẫn không thay đổi hoặc giảm có thể cho thấy khả năng đảo ngược xu hướng thị trường.

## Tương quan
Mối quan hệ giữa xu hướng giá phổ biến và khối lượng mở (OI) có thể được tóm tắt bằng bảng liệt kê sau:
| Giá  | OI   | Diễn giải             |
| ---- | ---- | --------------------- |
| Tăng | Tăng | Thị trường đang lên   |
| Tăng | Rớt  | Thị trường đang xuống |
| Rớt  | Tăng | Thị trường đang tốt   |
| Rớt  | Rớt  | Thị trường xuống      |